# Kodeks 0169
Kodeks 0169 (Gregory-Aland no. 0169; Soden α 1075) – grecki kodeks uncjalny Nowego Testamentu na pergaminie, z tekstem Apokalipsy św. Jana. Paleograficznie datowany jest na IV wiek. Rękopis przechowywany jest w Princeton. Do naszych czasów zachowała się jedna karta kodeksu. Tekst jest pokrewny dla Kodeksu Synajskiego, cytowany jest w krytycznych wydaniach Nowego Testamentu.

## Opis
Do dziś zachowała się jedna uszkodzona karta kodeksu, z tekstem Apokalipsy św. Jana 3,19-4,3. Według rekonstrukcji karta kodeksu miała rozmiary 9,3 na 7,7 cm, oryginalny rękopis miał więc rozmiary kieszonkowej książki. Niewielki format wskazuje, że rękopis prawdopodobnie służył do prywatnego użytku. Jest też jednym z nielicznych rękopisów Apokalipsy pisanych majuskułą.
Tekst pisany jest jedną kolumną na stronę, w 14 linijkach w kolumnie. Litery są pionowe i w miarę regularne. Litera sigma formowana była w wyniku dwóch pociągnięć pióra, epsilon – trzech pociągnięć; kappa oraz ipsylon mają siodełko w lewym górnym rogu.
Na obu stronach karty, w górnym rogu umieszczono numery stron – 33 i 34. Nomina sacra (imiona święte) pisane są zarówno skrótami, jak i pełnymi formami (np. ουρανω).

## Tekst
Tekst kodeksu reprezentuje aleksandryjską tradycję tekstualną. Kurt Aland zaklasyfikował go do kategorii III, co oznacza, że jego tekst został skażony przez obce naleciałości, ale jest ważny dla poznania historii tekstu Nowego Testamentu.
Według oceny R.H. Charlesa tekst fragmentu jest bliższy dla Kodeksu Synajskiego niż dla jakiegokolwiek innego rękopisu majuskułowego NT. Tekst sprawia wrażenie niedokładnie kopiowanego. Według Hunta i Grenfella jest zasadniczo zgodny z Kodeksem Watykańskim.

## Historia
Grenfell i Hunt, odkrywcy fragmentu, datowali go na IV wiek. W ten sam sposób datuje go dziś INTF. Jako miejsce prawdopodobnego powstania kodeksu wskazywany jest Egipt.
Fragment został znaleziony przez Grenfella i Hunta w Oksyrynchos. Odkrywcy wydali tekst fragmentu w 1911. Po publikacji rękopis został przekazany dla Princeton Theological Seminary ze względu na finansowanie prac w Oksyrynchos.
Jest ostatnim majuskułowym rękopisem Nowego Testamentu sklasyfikowanym przez Gregory'ego.
Fragment jest cytowany w krytycznych wydaniach greckiego tekstu Nowego Testamentu. W 27 wydaniu Nestle-Alanda (NA27) został zaliczony do rękopisów cytowanych w pierwszej kolejności, co oznacza, że każdy jego wariant odbiegający od tekstu rezultatywnego jest odnotowywany w aparacie krytycznym.
Rękopis jest przechowywany w Princeton Theological Seminary (Speer Library, Pap. 5) w Princeton.